# حوزه انتخابیه درگز
حوزهٔ انتخابیه درگز یکی از حوزه از حوزه‌های استان خراسان رضوی برای انتخابات مجلس شورای اسلامی است. این حوزه به مرکزیت درگز یک نماینده دارد.

## نمایندگان ادوار مختلف
| دوره    | زمان انتخابات   | نام نماینده       | تعداد آراء | درصد آراء | تعداد کل آراء   | حزب                  |
| ------- | --------------- | ----------------- | ---------- | --------- | --------------- | -------------------- |
| اول     | ۲۴ اسفند ۱۳۵۸   | ابوالفضل قاسمی    |            |           |                 | جبهه ملی ایران       |
| اول     | ۲۴ اسفند ۱۳۵۸   | سید فضل‌الله حسینی | ۲۴٬۳۳۴     | ۶۶.۲۰٪    | ۳۶٬۷۵۸          | مجمع روحانیون        |
| دوم     | ۲۶ فروردین ۱۳۶۳ | سید فضل‌الله حسینی | ۱۰٬۵۱۱     | ۹۲.۳۰٪    | ۱۱٬۳۸۸          | مجمع روحانیون        |
| سوم     | ۱۹ فروردین ۱۳۶۷ | جواد حسین‌زاده     | ۱۱٬۸۳۴     | ۳۷.۳۰٪    | ۳۱٬۷۲۶          |                      |
| چهارم   | ۲۱ فروردین ۱۳۷۱ | سید احمد پیرزاده  | ۱۵٬۶۰۶     | ۴۳٬۸۰٪    | ۳۵٬۶۳۱          |                      |
| پنجم    | ۱۸ اسفند ۱۳۷۴   | حسن رزمیان مقدم   |            |           |                 |                      |
| ششم     | ۲۹ بهمن ۱۳۷۸    | رسول مهرپرور      | ۲۵٬۱۶۵     | ۵۹٬۲۰٪    | ۴۲٬۵۰۹          | ائتلاف اصلاح‌طلبان    |
| هفتم    | ۱ اسفند ۱۳۸۲    | حسن رزمیان مقدم   | ۱۳٬۱۵۱     | ۳۵٬۵۰٪    | ۳۷٬۰۴۴          | جبهه متحد اصول‌گرایان |
| هشتم    | ۲۴ اسففند ۱۳۸۶  | محمدعلی دلاور     | ۱۵٬۱۰۰     | ۳۷٬۳۲٪    | ۴۰٬۴۵۷          |                      |
| نهم     | ۱۲ اسفند ۱۳۹۰   | حسین محمدزاده     | ۱۹٬۱۶۸     | ۵۱٬۶۱٪    | ۳۷٬۱۳۸          |                      |
| دهم     | ۷ اسفند ۱۳۹۴    | عبدالله حاتمیان   | ۱۱٬۸۸۰     | ۲۸٬۳۸٪    | ۴۱٬۸۶۵          |                      |
| یازدهم  | ۲ اسفند ۱۳۹۸    | حسن رزمیان مقدم   | ۹٬۱۸۴      | ۲۷٬۹۴٪    | ۳۴٬۵۲۷ (۳۲٬۸۷۰) | شانا                 |
| دوازدهم | ۱۱ اسفند ۱۴۰۲   | حسین محمدزاده     | ۱۴٬۸۹۴     | ۴۷٬۱۷٪    | ۳۱٬۵۷۶          | اعتدال و توسعه       |

## نتیجه انتخابات

### مجلس دوازدهم
در انتخابات دوازدهمین دوره مجلس شورای اسلامی در حوزه انتخابیه درگز  که در تاریخ ۱۱ اسفند ۱۴۰۲ برگزار گردید، پس از بررسی صلاحیت‌ها و انصراف‌ها، در نهایت ۲۴ نفر به رقابت پرداختند. در این دوره از مجموع ۳۲٬۶۶۹ رأی مأخوذه، تعداد ۳۱٬۵۷۶ رأی صحیح به صندوق‌ها ریخته شد.
در ادامه لیست دو نامزد برتر شامل این انتخابات درج شده است. آراء این دو نامزد ۲۷٬۰۲۸ رأی یعنی ۸۵.۶٪ از آراء صحیح این حوزه را شامل می‌شود. 
| رتبه | نامزد         | گرایش سیاسی    | تعداد آراء | درصد آراء | سابقه نمایندگی | وضعیت      |
| ---- | ------------- | -------------- | ---------- | --------- | -------------- | ---------- |
| ۱    | حسین محمدزاده | اعتدال و توسعه | ۱۴٬۸۹۴     | ۴۷.۱۷٪    | آری            | پیروز      |
| ۲    | حامد بیهقی    |                | ۱۲٬۱۳۴     | ۳۸.۴۳٪    | نه             | عدم پیروزی |